# Volketswil
Volketswil är en stad och kommun i distriktet Uster i kantonen Zürich, Schweiz. Kommunen har 19 723 invånare (2023).
Kommunen delas in i fem ortsdelar:
| Ortsdel            | Invånare (2018) |
| ------------------ | --------------- |
| Gutenswil          | 1 742           |
| Hegnau inkl. Gfenn | 9 618           |
| Kindhausen         | 1 720           |
| Volketswil         | 3 528           |
| Zimikon            | 1 989           |